# Grigg Peak
Il Grigg Peak (in lingua inglese: Picco Grigg) è un picco antartico, alto 2.130 m, situato 13 km a ovest dell'estremità settentrionale del Lyttelton Range, nei Monti dell'Ammiragliato, in Antartide. 
Il picco roccioso è stato mappato dall' United States Geological Survey (USGS) sulla base di rilevazioni e foto aeree scattate dalla U.S. Navy nel periodo 1960-63.
La denominazione è stata assegnata dall' Advisory Committee on Antarctic Names (US-ACAN) in onore di Gordon C. Grigg, biologo dell'United States Antarctic Research Program (USARP) presso la Stazione McMurdo nel 1966-67.